# Saori Ariyoshi
Saori Ariyoshi (有吉 佐織, 1 de novembre de 1987) és una futbolista japonesa.

## Selecció del Japó
Va debutar amb la selecció del Japó el 2012. Va disputar 63 partits amb la selecció del Japó. Ha disputat Copa del Món de 2015.

## Estadístiques
| Selecció del Japó | Selecció del Japó | Selecció del Japó |
| Anys              | Partits           | Gols              |
| ----------------- | ----------------- | ----------------- |
| 2012              | 5                 | 0                 |
| 2013              | 8                 | 0                 |
| 2014              | 17                | 0                 |
| 2015              | 12                | 1                 |
| 2016              | 7                 | 0                 |
| 2017              | 0                 | 0                 |
| 2018              | 14                | 0                 |
| Total             | 63                | 1                 |